# Dieter Heidenreich
Dieter Heidenreich (* 2. März 1944 in Berlin) ist ein deutscher Gebrauchsgrafiker, Fotograf und Autor.

## Leben und Werk
Heidenreich absolvierte eine Lehre als Offsetdrucker. Nach dem Grundwehrdienst in der NVA studierte er von 1966 bis 1969 an der Fachschule für Werbung und Gestaltung Berlin-Oberschöneweide. Ab 1974 arbeitete er als freischaffender Grafiker und Maler in Berlin. Er ist insbesondere Buchillustrator und entwarf Plakate, darunter von 1970 bis 1989 69 Filmplakate für den Progress-Film-Vertrieb. Er gehörte zu den Plakatkünstlern „mit einer besonderen ironischen Note“, die für das Plakatschaffen der 1970er Jahre der DDR prägend waren und „zum Teil neue Bildsprachen und Ansichten in das Filmplakat der DDR einbrachten.“
Außerdem betätigt sich Heidenreich als Fotograf und Buchautor.
Er war bis 1990 Mitglied des Verbands Bildender Künstler der DDR.

## Werke (Auswahl)

### Buchillustrationen
- Hans L. Sittauer: Der Papiermüller von Kühnhaide. Der Kinderbuchverlag, Berlin, 1981
- Tô Hoài: Abenteuer und Heldentaten des ruhmreichen Grashüpfers Men. Verlag Volk und Welt, 1982
- Gisela Perlet: Die vertriebenen Trolle. Altberliner Verlag, Berlin, 1984
- Ingeborg Feustel: Die Schneeflockenmühle und andere seltsame Begebenheiten in Eis und Frost. Verlag Lied der Zeit, Berlin, 1986
- Paul Völkel: Die singende, klingende Linde. Ein sorbisches Märchen. Domowina, Bautzen, 1987
- Alfred Könner: Unser Mäuschen kochte Brei. Altberliner Verlag, Berlin, 1988
- Karsten Kruschel: Das kleinere Weltall. Das Neue Berlin, Berlin, 1989
- Gudrun Schulz: Mein erstes Dreierleibuch. Verlag Junge Welt, Berlin, 1990
- Klaus W. Hoffmann: Tröpfel fällt aus allen Wolken. Abenteuerliche Umweltgeschichten und -lieder für Kinder. Patmos, Düsseldorf 1993

### Filmplakate
- Die Hosen des Ritters von Bredow (1973)[3]
- Bankett für Achilles (1975)[4]
- Trini (1976)[5]
- Beethoven -Tage aus einem Leben (1976)[6]
- Komödianten-Emil (1979)[7]
- Olle Henry (1983)[8]
- Hilde, das Dienstmädchen (1986)[9]

### Buchpublikationen mit eigenen Fotografien
- Brandenburger Bilderbogen. Der Nordosten. Michael Imhof Verlag, Petersberg, 2008
- Brandenburger Bilderbogen. Der Südwesten. Michael Imhof Verlag, Petersberg, 2009
- Brandenburger Bilderbogen. Der Nordwesten. Michael Imhof Verlag, Petersberg, 2009
- Brandenburger Bilderbogen. Der Südosten. Michael Imhof Verlag, Petersberg, 2010

## Ausstellungen (unvollständig)

### Einzelausstellungen
- 2023: Berlin, Galerie Grünstraße (Plakate und Illustrationen)

### Teilnahme an zentralen und wichtigen regionalen Ausstellungen in der DDR
- 1976, 1979, 1982 und 1986: Berlin, Bezirkskunstausstellungen (Gebrauchsgrafik)
- 1977 bis 1988: Dresden, VIII. bis X. Kunstausstellung der DDR
- 1978: Berlin, Galerie am Prater („Berliner Grafik VI“)
- 1979: Berlin, Ausstellungszentrum am Fernsehturm („Die Buchillustration in der DDR. 1949–1979“)
- 1982: Berlin, Galerie am Prater („Berliner Grafik X.“)
- 1984: Berlin, Galerie am Prater („Berliner Grafik XIII.“)
- 1985/1986: Cottbus, Staatliche Kunstsammlungen; Rostock, Kunsthalle Rostock; Erfurt, Galerie am Fischmarkt; („Zeichnungen in der Kunst der DDR. 1979–1984“)
- 1985: Berlin, Berliner Stadtbibliothek („Marken und Zeichen aus der DDR“)
- 1989: Berlin, Galerie der Akademie der Künste im Marstall („Zeichnungen in der Kunst der DDR. 1979–1984. Eine Auswahl aus 40 Jahren“)

## Weblink
- Kinoplakate von Dieter Heidenreich. In: filmposter-archiv.de..